# Longi
Longi est une commune de la province de Messine, dans la région Sicile, en Italie.

## Administration
| Période                                  | Période | Identité | Étiquette | Qualité |
| ---------------------------------------- | ------- | -------- | --------- | ------- |
|                                          |         |          |           |         |
| Les données manquantes sont à compléter. |         |          |           |         |

### Hameaux
Stazzone, Crocetta, Pado, Filipelli.

### Communes limitrophes
Bronte, Cesarò, Frazzanò, Galati Mamertino, Maniace, San Marco d'Alunzio, Tortorici.